# سفارة الهند لدى البحرين
سفارة الهند لدى البحرين هي البعثة الدبلوماسية لجمهورية الهند لدى مملكة البحرين، وتقع بالعاصمة المنامة.